# ボーク重子
ボーク重子（ぼーくしげこ、1965年（59 - 60歳））は、福島県出身のライフコーチ、登壇者。

## 略歴
- 1998年　英国の大学院で現代美術史の修士号取得
- 2004年　アジア現代アート専門ギャラリーを開業
- 2006年　オバマ大統領らと共に「ワシントンの美しい25人」に選出[1]

## 人物
- 『世界最高の子育て』は3万部の売上を記録している[2]。
- 家庭における非認知能力育成の大切さを広め、非認知能力育児の火付け役的存在であると言われる[要出典]。

## 著作
- 『世界最高の子育て』2018年
- 『世界最高の子育てツール SMARTゴール』2018年
- 『「パッション」の見つけ方』2018年
- 『「非認知能力」の育て方』2018年
- 『世界基準の子どもの教養』2019年
- 『子育て後に「何もない私」にならない30のルール』2020年